# جهان در آتش (کتاب)
جهان در آتش (انگلیسی: World on Fire) چگونه صدور بازار آزاد باعث ایجاد نفرت قومی و بی‌ثباتی جهانی می‌شود، عنوان کتابی است که در سال ۲۰۰۳ در مدرسه حقوق دانشگاه ییل توسط پروفسور ایمی چوا تدریس می‌شد. این یک مطالعه علمی در مورد قومیت و تقسیم‌بندی طبقات اجتماعی بر اساس سیستمهای اقتصادی و اجتماعی در جوامع مختلف است. این کتاب مفهوم اقلیت‌های حاکم بر بازار را مورد بحث قرار می‌دهد که به عنوان اقلیت‌های قومی تعریف می‌شود که با شرایطی که در بازار اعمال می‌شود، تمایل دارند از لحاظ اقتصادی، اغلب به‌طور قابل توجهی بیش از سایر گروه‌های قومی در کشور تسلط یابند.

## خلاصهٔ کتاب
توافق عام حاکم بر آن است که ترکیبی از بازارهای آزاد و دموکراسی، جهان سوم را تغییر خواهد داد و تنفر و قومیت مذهبی در ارتباط با فقدان توسعه را از بین خواهد برد. پروفسور ایمی چوا، دانشیار مدرسه حقوق ییل، در این بررسی آشکار از تأثیر واقعی جهانی شدن، توضیح می‌دهد که چرا بسیاری از کشورهای در حال توسعه پس از اتخاذ دموکراسی بازار آزاد، درگیر خشونت‌های قومی می شوند.

## انتقاد
تئوری ایمی چوا و نتایج کار او توسط جورج لیف از بنیاد جان لاک به چالش کشیده شده‌است و تأکید دارد که بسیاری از عوامل دیگر ممکن است برای خشونت‌های قومی، از جمله ساده‌ترین انگیزه یعنی نژادپرستی خالص، می‌توانند به عنوان سایر عوامل تأثیر بگذارند. لیف در بررسی خود موارد زیر را برشمرده است:
هیچ چیز برای کاهش خشونت و بسیاری از بیماری‌های اجتماعی دیگر نمی‌تواند بیشتر از استانداردهای رو به رشد زندگی که تنها در جوامع سرمایه‌داری امکان‌پذیر است مؤثر باشد. چه فاجعه ای پیش خواهد آمد اگر ملت‌ها از مزایای بلندمدت سرمایه‌داری دور باشند، از ترس اینکه توسط کسانی که از فرصت‌های تجاری بیشتری در زمانی کوتاه بهره برده‌اند، خشونت بیشتری دریافت کنند. تمام آنچه آتش در جهان را نشان می‌دهد این است که دولت‌ها به هر دلیلی است نمی‌توانند از خشونت انحصاری عده ای علیه سایر مردم در خشونتهای قومی جلوگیری کنند و این چیز جدیدی نیست.